# Kolhumaduluatollen
Kolhumaduluatollen är en atoll i Maldiverna.  Den ligger i den södra delen av landet,  mellan 185 och 225 kilometer söder om huvudstaden Malé. Den täcker samma område som den administrativa atollen Thaa.
Den består av 66 öar, varav 13 är bebodda: Buruni, Dhiyamigili, Gaadhiffushi, Guraidhoo, Hirilandhoo, Kandoodhoo, Kinbidhoo, Madifushi, Omadhoo, Thimarafushi, Vandhoo, Veymandoo och Vilufushi.